# 自転車操業
自転車操業（じてんしゃそうぎょう）とは、操業を止めてしまえば倒産するほかない法人が、慢性的な赤字状態でありながら他人資本を次々に回転させて操業を続けていく状態のことである。

## 概要
自転車は走っている間は倒れないが止まると倒れてしまうことに喩えている 。評論家の臼井吉見によって造語された。
企業に限らず、法人全般、事業全般、個人事業主、家計、そして国家でも類似の状態は起きることがあり、それらにおける類似の状態も「自転車操業」と呼ばれている。
自転車操業に陥るにはいくつものパターンがある。一例を挙げると、仕入の買掛金を支払うためには売上の全部あるいはほとんどをそのまま当てなければならない状態である。また、借金（国債を含む）の返済（または償還）期限が次々に来るが返済のための現金が手元に残っておらず、そのために新たな借金（または国債の発行）をしてしまい、その新たな借金の返済のためにまた借金を繰り返すような状態も、そのサイクルを止めればじきに倒産（破産、自己破産または債務不履行）手続きをせざるを得なくなるので、自転車操業のひとつと考えられよう。

### 企業経営
自転車操業に至る経緯は様々であるが、ありがちな例として、設備投資が関係する例をひとつ挙げると、およそ次のような流れになる。
企業が製造設備の拡張・刷新等の設備投資の検討に入った際、自社が将来も低利息で他人資本の借り入れ（自治体・公庫・銀行等からの融資）を使いつづけられると過信し、また自社の将来の収益（収入）予測を過信し、その結果、自己資本を十分に増やさないままでも大丈夫だろうと過信して、そうした甘い見込みのまま借金をして設備投資に充てる。その後、収入が当初の予想どおりに入ってきている間は、その予定通りその収入を用いて返済にあて、無事に事業を継続し、あるいは同様の判断・借金を繰り返して事業拡大してゆく。
ところが、何らかの理由（取引先の経営不振・倒産 等）により、見込んでいた収入が遅延したり途絶した場合、（甘かった予測とは裏腹に）支出額が収入額を上回ることになる。こうした場合でも、自己資本が潤沢な法人であれば自己資本の一部を切り崩せば済み、まだ様々な安全な対策を打つことができる。ところが、甘い見込みで自己資本を十分に増やさない選択をしてしまった法人では（安全な策はほとんど残されておらず）、例えば、とりあえず借金の返済に足りない現金を（比較的高利の）借金でやむなく用意すると、その金利（増えた返済額）によってキャッシュフローが悪化する。また固定費を減らそうとして（事業の選択・部分撤退・人員削減等を行なうという策があり、上手に行えば長期的な存続につながることもあるが）、当面のリストラに必要な費用で支出が一時的に増え高利の借金でその費用を捻出せざるを得なくなると短期的にはかえってキャッシュフローの急激な悪化に陥ることもあり、さらに、中期・長期的に目論見がはずれて実際に削減できた固定費よりもその後に売上（収益）額が減った額のほうが大きい状態になってしまうと、やはりキャッシュフローが悪化することになる。
また、自社製品が陳腐化し他社の競合製品が増えた場合など、販売数が減り売上金額が下降線をたどった時に、それでもすでに借りてしまった借金の返済の現金を確保しようとして安易に低価格品を多数販売する方針に転換すると（つまり「薄利多売」など）、一般には、営業利益率が悪化し、やはりキャッシュフローが悪化してゆく。
多くの場合、無理して操業を続ければ続けるほど雪だるま式に借入金が増えるばかりで、単に破局（破産）の際の規模拡大を招くだけとなる。
脱出策
高金利で借りているお金を低金利で借り換えることができる場合は借り換えを実行するなど、資本調達の方式を改善できると、資金繰り（キャッシュフロー）が改善し、自転車操業から抜け出すきっかけのひとつとなることがある。
上述の事業再編（事業の「選択と集中」など）に成功すれば自転車操業から脱出できることがある。
すでに借りてしまった借入金の金利を上回るような資金効率で利益を生むような事業を見つけることで、抜本的で中・長期的な解決策となることがある。

### 自転車操業の要素を含む犯罪
ポンジ・スキームや和牛預託商法などのように、本当は首謀者にとっては最初から破綻が予見できているのに、次々に新たな出資者を募ることで、自転車操業的に資金を調達してさも経営や運用が成り立っているかのように取り繕いつつ人々をだまして、結局出資者に大きな損害を与える詐欺もある。